# Mevhibe Kadin
Mevhibe Kadın (turco ottomano: محبہ قادین, lett. "dono" o "talentuosa"; nata Elaru Hanim; Tbilisi, 6 agosto 1835 – Istanbul, 21 febbraio 1936) è stata una consorte del sultano ottomano Murad V.

## Origini
Elaru Mevhibe Kadın nacque il 6 agosto 1835 a Tbilisi, in Georgia. Era figlia di Tarkanişvili Ahmed Bey.
Entrò alla corte ottomana di Istanbul quando era molto piccola, intorno al 1840, grazie all'intercessione di Gürcü Hayreddin Pasha, governatore di Trebisonda, e crebbe insieme alle figlie del sultano Abdülmecid I, padre di Murad V. Qui, secondo protocollo, cambiò nome, assumendo quello di Elaru Hanim.
Prese parte alle preghiere e alle letture coraniche in onore dei soldati impegnati nella guerra di Crimea e venne scelta da Şevkefza Kadın, madre di Murad, per ballare, insieme ad altre sette ragazze, a una celebrazione per suo figlio.
Venne descritta come bellissima, alta, con occhi nocciola scuriti dal kohl. Aveva la carnagione chiarissima che si tingeva di rosa chiaro quando parlava o si emozionava, capelli neri e sopracciglia scure e arcuate. Era considerata estremamente intelligente e perspicace e chiunque la vedesse o parlasse con lei ne rimaneva affascinato.

## Matrimonio
Nel 1856 Murad V, all'epoca ancora Şehzade, la notò e chiese di sposarla, anche se lei aveva cinque anni più di lui. Il matrimonio si tenne il 2 gennaio 1857 a Palazzo Dolmabahçe. La sposa aveva ventidue anni e lo sposo diciassette.
Nel 1861 Abdülmecid I, padre di Murad, morì e sul trono salì Abdülaziz, suo fratellastro minore. Pertevnyal Sultan, madre di Abdülaziz e nuova Valide Sultan, prese in grande antipatia Murad, ora Valiahd Şehzade (principe ereditario), e la sua famiglia, perché, al momento della morte di Abdülmecid, una fazione che comprendeva Şevkefza Kadin, madre di Murad, e Servetseza Kadin, Prima Consorte di Abdülmecid, aveva tentato di intronizzare Murad al posto di suo figlio, anche se non c'erano prove che Murad stesso fosse al corrente della cosa.
Come principe ereditario, Murad ricevette per sé e le sue consorti il Palazzo Kurbağalıdere, oltre alla suite dell'erede a Palazzo Dolmabahçe, dove passavano l'inverno, e il Palazzo Nisbetiye, dove passavano le estati.
Prima del 1875, Murad la ribattezzò Mevhibe Hanim.

## Consorte imperiale
A fine maggio 1876 Abdülaziz venne deposto e morì il 4 giugno in circostanze sospette, e Murad V divenne sultano. Mevhibe venne elevata al rango di Capo Consorte (Prima Consorte o BaşKadin), col titolo di Elaru Mevhibe Kadın.
Sebbene Filizten Hanım, la più giovane fra le consorti di Murad, disse che questa era una rottura del protocollo perché Mevhibe non aveva figli, in realtà la ragazza non conosceva così bene le attuali regole e gerarchie dell'harem. Infatti, c'erano già state diverse BaşKadin senza figli, fra cui Servetseza Kadın, BaşKadin di Abdülmecid I, padre dello stesso Murad.
Mevhibe fu BaşKadin per soli 93 giorni, il mandato più corto della storia. Il 31 agosto 1876, dopo tre mesi di regno, Murad V venne deposto, per supposta incapacità mentale, dal suo fratellastro minore Abdülhamid II, e rinchiuso, con tutta la sua famiglia, nel Palazzo di Çırağan fino alla sua morte nel 1904, quasi trent'anni dopo. Tutti i tentativi di liberarlo o rimetterlo sul trono fallirono, compreso il complotto Ali Suavi del 1878, organizzato da diversi figli di Abdülmecid I contrari al governo di Abdülhamid II (Şehzade Selim Süleyman, Şehzade Ahmed Kemaleddin, Fatma Sultan e Seniha Sultan).

## Prigionia
Durante i trent'anni di confinamento, Mevhibe si comportò con grande dignità. Mostrò sempre assoluta fedeltà e supporto incondizionato a Murad e, riconciliatasi col suo destino, non mostrò mai segni di cedimento.
Aveva gli appartamenti sul lato del palazzo che dava sulla città e spesso Murad si trasferiva lì con lei.
Si occupò di mantenere i contatti con l'esterno e di gestire l'harem, soprattutto dopo la morte di Şevkefza Sultan, madre di Murad, nel 1889. Scriveva regolarmente ad Abdülhamid II per piccole richieste e non mancava mai di ringraziare quando ricevevano qualcosa di particolare come tabacco o frutta esotica.
Murad morì a metà del 1904 e fu lei stessa a comunicarlo per lettera ad Abdülhamid II. A quel punto, le consorti e i figli di Murad V furono liberati.

## Ultimi anni
Dopo la morte di Murad, Mevhibe si trasferì dapprima a Palazzo Tarlabaşı e poi, dopo la proclamazione della seconda costituzione nel 1908, in una casa di sua proprietà a Şişli, un distretto di Istanbul, dove visse una vita ritirata. Quando gli inglesi occuparono Istanbul nel corso della prima guerra mondiale, decise di non uscire più di casa e si dedicò a occuparsi del suo giardino.
Nel 1924 la dinastia ottomana venne esiliata. A Mevhibe, essendo solo una consorte vedova e senza figli, venne concesso di rimanere a Istanbul.

## Morte
Elaru Mevhibe Kadın morì il 21 febbraio 1936. A quasi centun'anni al momento della morte, è stata il membro della dinastia più longevo della storia. Venne sepolta nel cimitero di Ortaköy.

## Cultura popolare
- Mevhibe è un personaggio del romanzo storico di Ayşe Osmanoğlu The Gilded Cage on the Bosphorus (2020)[14].